# Libra (torpilleur)
Pour les articles homonymes, voir Libra.
Le Libra (fanion « LB » (plus tard « F 552 »)) était un torpilleur italien de la classe Spica - type Alcione lancé en 1937 pour la Marine royale italienne (en italien : Regia Marina). 

## Conception et description
Les torpilleurs de la classe Spica devaient répondre au traité naval de Londres qui ne  limitait pas le nombre de navires dont le déplacement standard était inférieur à 600 tonnes. Hormis les 2 prototypes, 3 autres types ont été construits : Alcione, Climene et Perseo. Ils avaient une longueur totale de 81,42 à 83,5 mètres, une largeur de 7,92 à 8,20 mètres et un tirant d'eau de 2,55 à 3,09 mètres. Ils déplaçaient 652 à 808 tonnes à charge normale, et 975 à 1 200 tonnes à pleine charge. Leur effectif était de 6 à 9 officiers et de 110 sous-officiers et marins
Les Spica étaient propulsés par deux turbines à vapeur à engrenages Parsons , chacune entraînant un arbre d'hélice et utilisant la vapeur fournie par deux chaudières Yarrow. La puissance nominale des turbines était de 19 000 chevaux-vapeur (14 000 kW) pour une vitesse de 33 nœuds (61 km/h) en service, bien que les navires aient atteint des vitesses supérieures à 34 nœuds (62,97 km/h) lors de leurs essais en mer alors qu'ils étaient légèrement chargés. Ils avaient une autonomie de 1 910 milles nautiques (3 540 km) à une vitesse de 15 nœuds (27,7 km/h)
Leur batterie principale était composée de 3 canons 100/47 OTO Model 1937. La défense antiaérienne (AA) des navires de la classe Spica était assurée par 4 mitrailleuses jumelées Breda Model 1931 de 13,2 millimètres. Ils étaient équipés de 2 tubes lance-torpilles de 450 millimètres (21 pouces) dans deux supports jumelés au milieu du navire.  Les Spica étaient également équipés de  2 lanceurs de charges de profondeur et d'un équipement pour le transport et la pose de 20 mines.

## Construction et mise en service
Le Libra est construit par le chantier naval Cantieri del Quarnaro à Fiume en Croatie, et mis sur cale le 7 décembre 1936. Il est lancé le 3 octobre 1937 et est achevé et mis en service le 19 janvier 1938. Il est commissionné le même jour dans la Regia Marina.

## Histoire de service
La première période d'activité du navire est caractérisée par des expériences de remorquage de vedettes-torpilleurs MAS (Motoscafo Armato Silurante). 
Lorsque l'Italie est entrée dans la Seconde Guerre mondiale, le navire fait partie du VIIIe escadron de torpilleurs basé à Rhodes, qui est formé avec ses navires-jumeaux (sister ships) Lupo, Lince et Lira. Il est d'abord employé dans la mer Égée, où il assure des fonctions d'escorte de convois, de balayage de mines et de patrouille anti-sous-marine dans les eaux du Dodécanèse.
Au cours de 1941, le torpilleur est modifié avec l'élimination des inefficaces mitrailleuses de 13,2 mm et leur remplacement par 8 canons de 20/65 mm,. Deux lanceurs de charges de profondeur supplémentaires sont également embarqués.
Le 28 mai 1941, pendant la bataille de Crète, le Libra, ainsi que ses navires-jumeaux Lince et Lira et le vieux destroyer Crispi, est chargé d'escorte d'un convoi (navires à vapeur Giorgio Orsini, Giampaolo et Tarquinia, remorqueurs Aguglia et Impero, navire à moteur réfrigérés Assab et Addis Abeba, le vapeur fluvial Porto di Roma, les navires à moteur Sant'Antonio, San Giorgio, Pluto et Navigatore, le pétrolier Nera, les pontons portuaires CG 89 et CG 167) qui, partis de Rhodes la veille, auraient dû transporter et débarquer dans la baie de Sitía (Crète) un corps expéditionnaire italien composé de 2 450 hommes, 13 chars, 350 mules, deux voitures et autant de camions, du matériel et de l'artillerie, des fournitures et des munitions pour cinq jours. À 15h45 du même jour, alors en vue de Sitía, peu avant le début du débarquement, les trois torpilleurs sont rappelés pour d'autres tâches (les opérations de débarquement se déroulent néanmoins sans problème).
Le 2 juillet à 7h25, le navire à moteur Città di Tripoli, naviguant, avec le Città di Savona, de Samos au Pirée sous escorte du Libra, est touché par l'une des six torpilles lancées par le sous-marin britannique HMS Torbay (N79) et coule à la position géographique de 37° 42′ N, 24° 16′ E. 48 des 59 membres d'équipage du Città di Tripoli sont secourus par le Città di Savona, tandis que le Libra a contre-attaqué en lançant 18 grenades sous-marines entre 7h30 et 8h40, mais ne réussit pas à causer de dommages au sous-marin.
Le 26 septembre, le Libra quitte le Pirée avec le vieux destroyer Sella et le croiseur auxiliaire Brioni pour escorter vers Héraklion les transports Città di Bastia, Città di Marsala, Trapani et Sant'Agata, mais le lendemain le convoi est attaqué par le sous-marin britannique HMS Tetrarch (N77) qui, après une première attaque avortée, à 6h36 il frappe avec une paire de torpilles le Città di Bastia qui coule à la position géographique de 36° 21′ N, 24° 23′ E (environ dix milles nautiques (18 km) au sud de Milos),.
Le 1er octobre 1941, les vapeurs Lauretta et Arkadia, que le Libra escorte dans le canal de Zea (6 milles nautiques (11 km) au sud-ouest du cap Colonna) alors qu'ils naviguent du Pirée à Kavaliani, sont attaqués sans succès par le sous-marin britannique HMS Talisman,. La lourde contre-attaque du torpilleur est également infructueuse.
Le 25 octobre, le navire, ainsi que son navire-jumeau Sirio et le destroyer Sella, traquent et endommagent le sous-marin britannique HMS Triumph (N18) qui, à 13h30 ce jour-là, torpille et coule, à la position géographique de 37° 41′ N, 23° 53′ E (au large d'Athènes) le vapeur Monrosa.
Le 27 novembre 1941, le Libra et le vieux torpilleur La Masa, ainsi que les MAS 510 et 515, escortent le croiseur léger Bande Nere engagé dans des exercices de tir dans les eaux de La Spezia.
Le 1er avril 1942, le Libra et les destroyers Aviere et Fuciliere sont affectés à l'escorte du croiseur Bande Nere, qui se déplace de Messine à La Spezia pour des réparations, mais peu après le passage des obstructions, l'échogoniomètre du Libra tombe en panne, tandis que le Fuciliere doit rentrer au port en raison d'une panne de machine. À 8h30, le Libra est positionné à un mille nautique (1,852 km) à tribord du Bande Nere, mais une demi-heure plus tard, alors que la formation se trouve à 11 milles nautiques (20 km) par 144° de Stromboli, le groupe est attaqué par le sous-marin britannique HMS Urge (N17). Touché par deux torpilles, le Bande Nere coule rapidement en se brisant en deux, emportant avec lui 381 hommes, tandis que 391 peuvent être sauvés par le Libra.
À partir de la mi-1942, le Libra commence à opérer dans le canal de Sicile, escortant des convois à destination et en provenance de la Libye et, plus tard, de la Tunisie.
Le 24 septembre 1942, le Libra et son navire-jumeau Lira, escortant le pétrolier Proserpina, rejoignent au large de la Crète un convoi (vapeurs Menes et Anna Maria Gualdi, destroyer da Recco, torpilleurs Lupo, Sirio et Castore) parti du Pirée et se dirigeant vers Tobrouk. L'un des deux torpilleurs lutte pendant un certain temps avant de pouvoir se positionner correctement au sein de la formation. Malgré une attaque aérienne de nuit (au cours de laquelle le convoi connait un moment de désarroi temporaire, les navires marchands s'étant rangés après avoir confondu un coup de feu tiré par un torpilleur sur un avion avec le signal convenu - mais en plein jour - pour signaler une attaque de sous-marin), tous les navires peuvent atteindre leur destination sans encombre, le lendemain.
Le 17 janvier 1943, à 2h30 du matin, le Libra quitte Palerme avec son navire-jumeau Castore et le vieux torpilleur Montanari pour escorter les transports Campania, Jacques Schiaffino et Gerda Toft vers Tunis. Les navires arrivent à destination sains et saufs à 7 heures du matin le 18 janvier, après avoir évité une attaque à la torpille par un sous-marin (au nord-ouest de Marettimo, à 20h30 le 17) et une attaque aérienne (au large des îles Égades, à 12h30 le 18).
Le 28 janvier à deux heures, le torpilleur appareille de Messine pour escorter vers Tunis les navires à vapeur Parma et Lanusei ainsi que le torpilleur d'escorte moderne Ardito. Le convoi subit une attaque aérienne à 11h15 le 29 et s'en sort indemne, mais à 8h10 le lendemain, le Parma heurte une mine posée par le sous-marin HMS Rorqual (N74) et coule à l'est de l'Isle of Dogs, à une vingtaine de milles nautiques (37 km) de Tunis. Le reste du convoi atteint sa destination à 10 heures le 30 janvier.
Le 12 mars 1943, le Libra, commandé par le capitaine de corvette (capitano di corvetta) Gustavo Lovatelli, escorte de Naples à Tunis, avec les torpilleurs Cigno et Orione, les corvettes Cicogna et Persefone et les chasseurs de sous-marins VAS 231 et VAS 232, les transports Caraibe, Sterope et Esterel, lorsque - à 22h19 - le convoi est attaqué par le sous-marin britannique HMS Thunderbolt (N25), qui torpille et endommage sérieusement le Esterel à deux milles nautiques (3,6 km) au large de San Vito Lo Capo,,,,,. Dans la nuit du 12 au 13, le torpilleur parvient à localiser le sous-marin et lance sept grenades sous-marines, mais ne parvient pas à l'atteindre (le HMS Thunderbolt est coulé le lendemain par la corvette Cicogna),,,.
Le 16 avril, l'unité sauve les équipages survivants de quatre bombardiers Savoia-Marchetti SM.82 "Marsupiale " abattus par des chasseurs britanniques Supermarine Spitfire au large de la Tunisie.
Le 21 avril 1943 à 12h18, le navire à moteur moderne Marco Foscarini, que le Libra escorte avec le torpilleur Ardimentoso de Bizerte (d'où le convoi est parti à 4h30) à Naples, est attaqué avec le lancement de quatre torpilles par le sous-marin britannique HMS Unison (P43) et, touché, coule à la position géographique de 37° 50′ N, 11° 30′ E.
Dans la soirée du jour suivant, le navire amène au port de Naples le vapeur Caserta, endommagé après une collision.
En septembre 1943, le Libra, commandé par le capitaine de corvette Nicola Riccardi, est basé à La Spezia.
Après l'annonce de l'armistice (armistice de Cassibile), le 9 septembre 1943 à 2h45, le navire appareille de Gênes avec les croiseurs légers Duca degli Abruzzi, Garibaldi et Duca d’Aosta,. À 6h15, les quatre navires rejoignent le gros de l'escadre navale - cuirassés Italia, Vittorio Veneto et Roma, croiseurs légers Attilio Regolo, Eugenio di Savoia, Montecuccoli, destroyers Artigliere, Fuciliere, Legionario, Carabiniere, Mitragliere, Velite, Grecale, Oriani - qui part de La Spezia et se dirige vers La Maddalena,. À 9h06, le Libra reçoit l'ordre de se déplacer à 4 500 mètres devant le Roma. Peu après midi, les torpilleurs arrivent dans les eaux de La Maddalena, mais à ce moment-là, ils reçoivent la nouvelle que la base est occupée par les Allemands. Les navires doivent faire demi-tour avec le reste de la flotte, qui se dirige vers le nord de l'Asinara. À 15h15 du 9 septembre, cependant, la formation est attaquée par des bombardiers allemands Dornier Do 217. Le cuirassé Italia est d'abord légèrement endommagé par une bombe tombée près de la coque, puis, à 15h42, le cuirassé Roma est atteint par une roquette qui, perçant tous les ponts, éclate sous la quille en provoquant de graves dégâts entre lesquels un trou dans la coque, des dégâts aux pièces d'artilleries anti-aériennes et une salle des machines hors d'usage (avec réduction de la vitesse à 16 nœuds - 29 km/h). Dix minutes plus tard le même navire est touché par une deuxième bombe en correspondance d'un dépôt de munitions. Dévasté par une déflagration colossale, le Roma chavire et coule, se brisant en deux, en 19 minutes, emportant 1 393 hommes avec lui.
Le Libra est censé rejoindre les torpilleurs de son escadron (Orsa, Pegaso, Impetuoso, Orione, Ardimentoso), mais pendant l'attaque, il ne réussit pas à entrer en contact avec le navire-chef d'escadron: le Pegaso en raison de problèmes avec la radio onde ultra-courte de ce dernier, rejoignant finalement le XIVe escadron de destroyers (Legionario, Artigliere, Oriani et Grecale) et restant à l'arrière de l'escadron. Le navire ne participe donc pas aux opérations de sauvetage des survivants du Roma, mais continue avec le reste de l'escadron de cuirassés vers Malte, où la flotte doit se rendre aux Alliés. Dans la matinée du 10 septembre, le Libra et le Orione (qui a également perdu le contact avec le reste de l'escadron) s'arrêtent à Annaba, où ils se ravitaillent en carburant. Ils repartent en fin d'après-midi, atteignant Malte le 12 septembre, en s'amarrant à Marsaxlokk. Le 13 septembre, les deux torpilleurs, ainsi que d'autres unités, se rendent dans la baie de San Pawl il-Baħar, pour revenir à Marsaxlokk quelques jours plus tard. Le 4 octobre 1943, le Libra, le Orione et un troisième torpilleur, le Calliope, quittent Malte avec plusieurs autres navires et retournent en Italie.
Pendant la cobelligérance (1943-1945), le Libra est employé dans des missions pour le compte des Alliés.
Après la guerre, l'unité fait partie des navires laissés à l'Italie par le traité de paix et passe donc à la Marina Militare (marine militaire italienne).
Entre 1950 et 1952, le Libra est reclassé en corvette rapide et subit d'importants travaux de modernisation: les quatre tubes lance-torpilles et un des canons de 100/47 mm sont débarqués, tandis qu'un lanceur anti-sous-marin "Porcospino" est embarqué. Après l'entrée de l'Italie dans l'OTAN (Organisation du traité de l'Atlantique nord), le navire prend également en 1953 le nouveau code d'identification F 552.
La corvette Libra participé à des exercices avec les forces de l'OTAN.
En 1958, le Libra est encore modernisé avec l'élimination des deux canons de 100 mm restants, remplacés par deux canons simples de 40/60 mm Mk 3.
Radié le 1er avril 1964, le désormais vieux Libra est envoyé à la démolition.

## Sources
- (it) Cet article est partiellement ou en totalité issu de l’article de Wikipédia en italien intitulé « Libra (torpediniera) » (voir la liste des auteurs).